# Горадиль
Горадиль (азерб. Görədil) — село в Горадильском административно-территориальном округе Апшеронского района Азербайджана.

## Этимология
Название дано по близлежащей одноименной горе. Название происходит от татского слова оура (крепость) и арабского тел (возвышенность, холм, гора), то есть — возвышенность с крепостью.

## История
Село основано переселенцами из сел Бинагады и Масазыр.
Село Горадиль в 1913 году согласно административно-территориальному делению Бакинской губернии относилось к Горадильскому сельскому обществу Бакинского уезда.
В 1926 году согласно административно-территориальному делению Азербайджанской ССР село относилось к дайре Бинагады Бакинского уезда.
После реформы административного деления и упразднения уездов в 1929 году населенный пункт передан Бакинскому городскому совету Азербайджанской ССР.
Согласно административному делению 1961 года село Горадиль входило в Фатмаинский сельсовет Кировского района города Баку Азербайджанской ССР.
4 января 1963 года село передано в состав новообразованного Апшеронского района. Согласно административному делению 1977 года село входило в Фатмаинский сельсовет Апшеронского района.
В 1999 году в Азербайджане была проведена административная реформа и внутри Фатмаинского административно-территориального округа был учрежден Горадильский муниципалитет Апшеронского района.
В 2001 году из Фатмаинского АТО выделен новый, Горадильский административно-территориальный округ. 

## География
Горадиль расположен на берегу Самур-Апшеронского канала.
Село находится в 18 км от райцентра Хырдалан и в 22 км от Баку. Ближайшая железнодорожная станция — Горадиль.
Село находится на высоте 42 метров над уровнем моря.

## Население
| Численность населения | Численность населения | Численность населения | Численность населения |
| 1886                  | 1987                  | 1999                  | 2009                  |
| --------------------- | --------------------- | --------------------- | --------------------- |
| 333                   | ↗540                  | ↗897                  | ↗1631                 |

В 1886 году в селе проживало 333 человека, все — таты, по вероисповеданию — мусульмане-шииты.
Население преимущественно занимается растениеводством и птицеводством.

## Климат
| Показатель                    | Янв. | Фев. | Март | Апр. | Май  | Июнь | Июль | Авг. | Сен. | Окт. | Нояб. | Дек. | Год  |
| ----------------------------- | ---- | ---- | ---- | ---- | ---- | ---- | ---- | ---- | ---- | ---- | ----- | ---- | ---- |
| Средний суточный максимум, °C | 6,6  | 6,1  | 9,8  | 16,9 | 22,4 | 27,5 | 30,7 | 31,5 | 25,8 | 19,4 | 16,0  | 9,3  | 19,6 |
| Средняя температура, °C       | 3,9  | 3,5  | 6,6  | 12,7 | 18   | 23,1 | 26,2 | 26,5 | 21,9 | 15,9 | 13,1  | 6,4  | 14,8 |
| Средний суточный минимум, °C  | 1,2  | 1    | 3,4  | 8,5  | 13,7 | 18,7 | 21,7 | 21,6 | 18,1 | 12,4 | 10,2  | 3,6  | 10,0 |
| Норма осадков, мм             | 24   | 20   | 24   | 39   | 34   | 29   | 14   | 13   | 21   | 33   | 32    | 25   | 308  |

Среднегодовая температура воздуха в посёлке составляет +14,8 °C. В посёлке полупустынный климат.

## Инфраструктура
В селе расположены птицефабрика, 2 почтовых отделения, средняя школа, клуб, библиотека, врачебный пункт, мечеть.